# Kexholms härad
Kexholms härad (finska Käkisalmen kihlakunta) tillkom år 1635 men förlorades till Ryssland i freden i Nystad år 1721.

## Historia
Under den svenska tiden utgjorde Kexholms län ett enda häradsdistrikt, som lydde under Karelens lagsaga och Åbo hovrätt. Efter att fred hade slutits med Sverige 1721 underordnades Kexholms län rättskollegiet i Sankt Petersburg och inte långt därefter delades Kexholms härad i två delar, det södra häradet med staden Kexholm och det norra häradet. Häradet blev finskt 1812 liksom resten av Gamla Finland. Det avträddes i sin helhet till Sovjetunionen första gången år 1940 och sedan på nytt år 1944.

### Under Sovjetunionen-Ryssland

Priozersks räjong, markerad med rött

Priozersks räjong (ryska: Приозерский район, Priozerski raion, finska: Käkisalmen piiri) tillkom 1940. Huvudort är Priozersk, ytan är 3 597,5 km² och befolkningen 63 041 (2015).
Räjongen bildades år 1940 på i huvudsak samma område som omfattades av Kexholms härad. Den finska kommunorganisationen bevarades inte utan i stället grundade man byarådsområden som var något mindre än de tidigare kommunerna. Kexholms räjong blev en del av den Karelsk-finska rådsrepubliken. Finska armen erövrade och ockuperade området 1941–1944 men Finland avstod från området i Parisfreden 1947. År 1948 överfördes räjongen till Leningrad oblast och samtidigt byttes namnet till Priozersk. Eftersom befolkningen hade evakuerats till Finland uppfylldes tomrummet med en i huvudsak slavisk befolkning. År 2006 genomfördes en reform av lokalförvaltningen varvid byaråden ersattes med kommuner. Områdets industri består närmast av träförädlings- och byggnadsindustri och möbelfabriker. Jordbruket är inriktat på boskapsskötsel och pälsdjursuppfödning.